# Kalvarienbergkapelle (Millstatt)

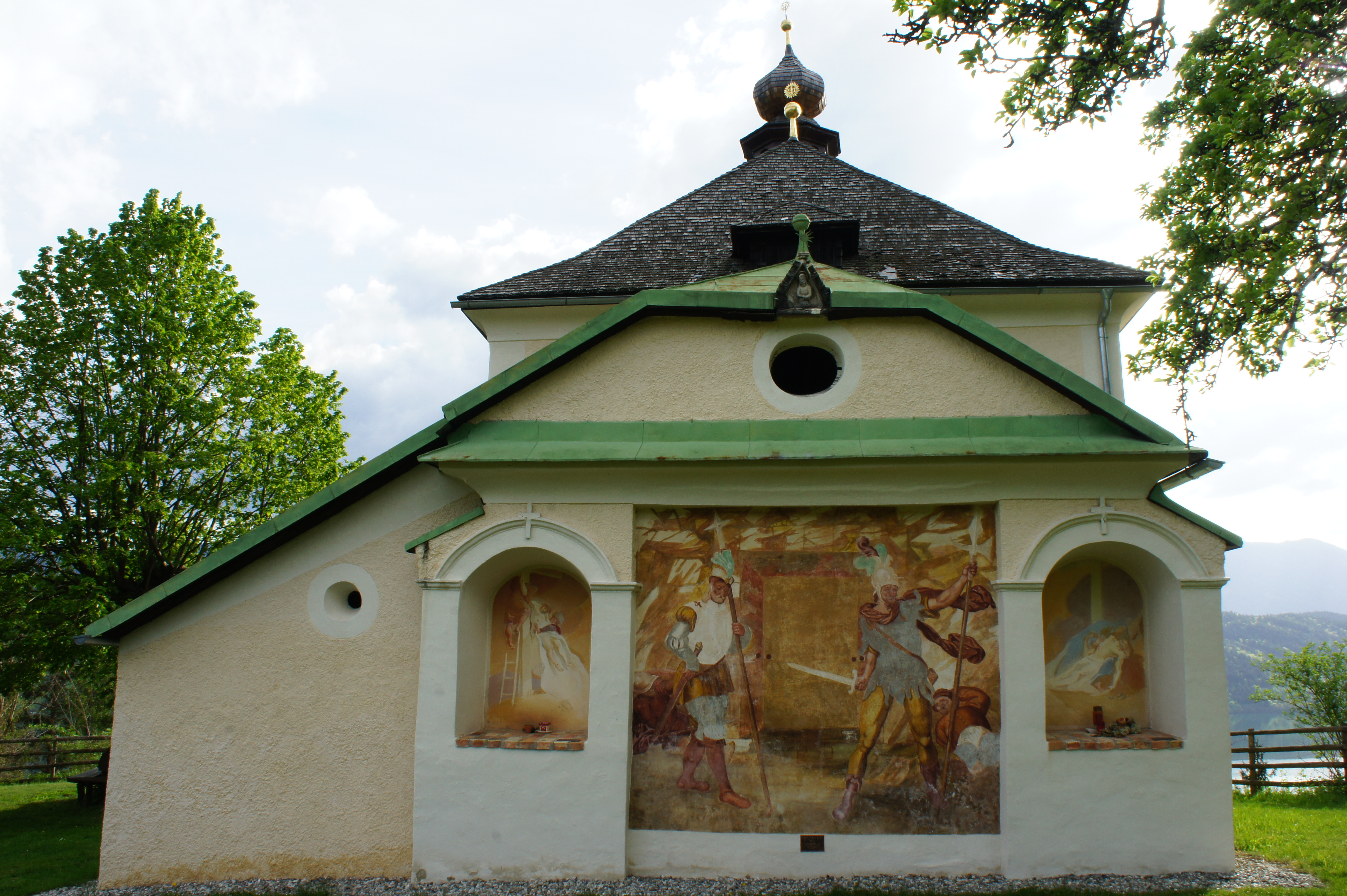
Kalvarienbergkapelle

Die Kalvarienbergkapelle ist ein hoch über Millstatt gelegener barocker Bau.

## Beschreibung
Die nach vorne geöffnete Vorhalle steht auf Holzstützen. An der Rückseite der Kapelle sind die freskalen Darstellungen der Kreuzabnahme und einer Pietà mit zwei lebensgroßen Wächtern in Landsknechts- und Legionärstracht in den Seitennischen, gemalt um 1700 von Balthasar Klenkh aus Spittal an der Drau.
Die Decke des Hauptraums ist mit barocken Engeln in Medaillons und Fruchtgehängen bemalt.
An der Altarwand steht vor einer gemalten Landschaft eine geschnitzte Kreuzigungsgruppe mit Maria, Johannes und den beiden Schächern. Die Opfergangsportale zu beiden Seiten des Altars führen zu der dahinter gelegenen Kapelle des Heiligen Grabes. In einer Felsnische liegt die lebensgroße, um 1700 geschaffene Figur des Leichnams Christi.